# 中乃湯温泉
中乃湯（なかのゆ）は沖縄県沖縄市にある温泉公衆浴場。
県内に現存する唯一の「ゆーふるやー（湯風呂屋）」である。

## 浴場の設備
- 番台はあるが使用されておらず、入浴料は店主を見つけて直接支払う。
- 脱衣所と浴室の仕切りがなく、ロッカーの鍵もない。
- 4～5人ほど入れる小判型の湯池（浴槽）が男女各1。槽内給湯による沸かし湯の掛け流しである。
- 温度管理は状況や客の申告に応じ、湯温が下がった頃合いをみて適宜熱い湯が足される。
- 石鹸・シャンプー等は置かれていない。湯桶と腰掛けはある。
- 混合栓はなく、湯と水の単水栓をゴムホースとY字形の三方接手で繋いである。カランの位置は床から80cmと高く、座ると目の高さあたりとなる。
- 男湯にシャワー2基、女湯にシャワー1基と壁で仕切られた洗い場があるが、現在は使用されていない。
- 女湯には乳児用のベビーサークルがある。
- トイレは汲み取り式である。
- 入口の前にはベンチと飲料の自販機があり、歓談スペースとなっている。

## 泉質
弱アルカリ性のナトリウム－炭酸水素塩・塩化物泉。地下300メートルからポンプで汲み上げている。

源泉は無色透明だが、入浴剤が投入されるため湯色は緑色を呈する。ただし注ぎ足される湯は無色なので、遅い時間になるほど色は薄くなる。

### 分析値
- pH 7.6
- 固形分 1538 mg/L
- カリウム（K）2.2 mg/L
- ナトリウム（Na）482 mg/L
- 鉄（Fe）0.8 mg/L
- カルシウム（Ca）8.9 mg/L
- マグネシウム（Mg）0.7 mg/L
- 食塩（Cl）612 mg/L
- ヒドロ炭酸（HCO3）2565 mg/L
- ヨウ素（I）6.2 mg/L

## アクセス
- 琉球バス・沖縄バス・東陽バス 安慶田停留所より徒歩2分
- 那覇空港から25 km 自動車で1時間ほど